# 난쟁이매너티
난쟁이매너티(Trichechus pygmaeus 또는 Trichechus bernhardi)는 바다소목에 속하는 매너티의 일종이다. 아마존 우림의 민물 서식지에서 발견된다. 아리푸아나강 지류의 하나에 제한적으로 분포한다. 신종으로 제안한 과학자 루스말렌(Marc van Roosmalen)에 의하면, 난쟁이매너티는 얕고 빠르게 흐르는 물 속에 살고, 더 깊고, 천천히 흐르는 물과 그곳에서 발견되는 식물을 좋아하는 아마존매너티와 달리 다른 수생 식물 종을 먹는다. 난쟁이매너티는 강이 상류와 얕은 연못으로 범람하는 우기철에는 상류로 이동한다. 작은 분포 지역 때문에 난쟁이매너티가 멸종위급종으로 제안되지만 국제 자연 보전 연맹(IUCN)은 아직 평가하지 않고 있다.

## 특징
난쟁이매너티는 일반적으로 몸길이가 약 130cm, 몸무게 약 60kg으로 현존하는 바다소목류 중에서 가장 작다. 전체적으로 아주 진하고 거의 검으며 배 족에 흰 반점이 있다. 실제로는 미숙한 아마존매너티의 일종일 수 있지만 크기 비율과 털 색이 차이가 나는 것으로 보고되고 있다. 그러나 mtDNA가 이 둘의 차이를 밝히지 못할 정도로 최소한 아주 가까운 종이다. 매너티의 돌연변이율에 의하면 - 난쟁이매너티를 별개로 할 경우에 - 분기된 시기가 48만 5천년 전 이내로 나타난다. 스미스소니언 연구소 연구원 겸 매너티 진화에 관한 가장 세계적인 전문가인 대릴 돔닝(Daryl Domning)은 DNA 증거에 의하면 난쟁이매너티는 실제로는 단지 미성숙한 아마존매너티에 불과하다고 주장했다.

## 분류학
원래는 네이처 출판을 통해 기재되었지만 거절되었고, 결국 2015년 '생물다양성 저널'(Biodiversity Journal)에서 출판되었다.